# Cottonwood (California)
Cottonwood es un lugar designado por el censo ubicado en el condado de Shasta en el estado estadounidense de California. En el año 2000 tenía una población de 2,960 habitantes y una densidad poblacional de 477.7 personas por km².

## Geografía
Cottonwood se encuentra ubicado en las coordenadas 40°23′20″N 122°16′55″O / 40.38889, -122.28194. Según la Oficina del Censo, la ciudad tiene un área total de 6,2 km² (2,4 mi²), de la cual 6,2 km² (2,4 mi²) es tierra y 0 km² (0 mi²) (0%) es agua.

## Demografía
Según la Oficina del Censo en 2000 los ingresos medios por hogar en la localidad eran de $30,191, y los ingresos medios por familia eran $31,808. Los hombres tenían unos ingresos medios de $31,161 frente a los $20,755 para las mujeres. La renta per cápita para la localidad era de $11,778. Alrededor del 18.3% de la población estaban por debajo del umbral de pobreza.